# Ignacy Sobieszczański
Ignacy Sobieszczański (ros. Игнатий Собещанский, ur. 15 sierpnia 1872, zm. 10 grudnia 1952) – polski inżynier, działacz społeczny, organizator syberyjskiej Polonii.

## Życiorys
Pochodził ze szlacheckiej rodziny z Kowna. Ukończył studia w Instytucie Inżynierii Komunikacji w Petersburgu.

### Początki pobytu na Syberii
W roku 1895 w wieku 23 lat znalazł się na Syberii i podjął badania geologiczne na obszarze irkucko-czeremchowskim, położonym między Bajkałem a Niżnieudinskiem.
Zlokalizował bogate pokłady antracytu. Z czasem powstało kilka kopalń między rzekami Jenisejem i Amurem, z których do największych należały: kopalnia Inokientiewskaja koło Irkucka oraz Czeremchowo. Sobieszczański założył w 1901 r. górnicze Русско-Азиатскоe товариществo, wydobywające rocznie węgla na sumę 400 tys. rubli i zatrudniające 250 górników.
Sobieszczański stał się w krótkim czasie najbogatszym mieszkańcem Syberii. Wybudowanie kolejnego odcinka Kolei Transsyberyjskiej, przechodzącego przez tereny Czeremchowskiego Zagłębia Węglowego, pomnażało dochody Sobieszczańskiego. W 1909 r. założył wraz z dwoma wspólnikami przedsiębiorstwo o kapitale 92 tys. rubli celem prowadzenia cementowni Камышет.
Swoje życie związał z Irkuckiem, tam założył rodzinę, wybudował okazały dom w stylu dworu szlacheckiego, przypominający rodzinny dwór z Wołynia. Dwór otrzymał nazwę „Soplicowo”. W tym mieście nawiązał kontakty z Polakami i wśród nich miał przyjaciół. Udzielał pomocy zesłańcom i irkuckiej gminie polskiej.
Po kilku latach Sobieszczański został prezesem Konwencji Węglowej, wiceprezesem Syberyjskiej Rady Państwowej do Spraw Paliwa, prezesem Rady Centralnego Związku Handlowo-Przemysłowo-Technicznego. Był członkiem założycielem Rady Banku Polsko-Syberyjskiego i Polsko-Litewskiego Stowarzyszenia „Ogniwo” i wielu innych organizacji.

### Walka o prawa Polaków
W 1917 r. Sobieszczański przy pomocy członków PPS i jeńców wojennych, teoretycznie uwolnionych z obozów jenieckich przez rewolucję marcową, doprowadził do zjednoczenia efemerycznych, programowo różnorodnych organizacji polskich, w Komitet Polskich Organizacji Społecznych (KAPOS). W Komitecie znaleźli się delegaci miejscowych organizacji politycznych, ekonomicznych i społecznych. KAPOS ze swoim przywódcą Sobieszczańskim wezwał Polaków całej Azji do jednoczenia się w walce o uzyskanie „cudzoziemskich praw”. KAPOS wzywał do tworzenia gmin polskich, gotowych do walki o zrzucenie rosyjskiego poddaństwa. Wkrótce KAPOS powołał Radę Bezpieczeństwa, czuwająca nad bezpieczeństwem irkuckich cudzoziemców. Sobieszczański utworzył na Syberii Towarzystwo Pomocy Ofiarom Wojny i Komitet Obywatelski, a w obliczu zbliżającej się ku Uralowi Armii Czerwonej powołał do życia Korpus Konsularny, w skład którego wchodzili przedstawiciele (konsulowie) kolonii cudzoziemskich. „Konsulem” polskim z wyboru był Sobieszczański. Korpus Konsularny ogłosił neutralność cudzoziemców przebywających w Rosji wobec rosyjskiej wojny domowej.
Drugim prężnym ośrodkiem walczącym o uwolnienie Polaków z rosyjskiego poddaństwa był Władywostok z płk. Stanisławem Lubodzieckim na czele. Sobieszczański nawiązał współpracę z działającym tam Polskim Komitetem Wojennym, powstałym w 1917 r. z inicjatywy kapitana Antoniego Aleksandrowicza. Porozumienie irkucko-władywostockie zaowocowało powstaniem Komisji Legitymacyjnej do wydawania „Zaświadczeń Polskości”. „Zaświadczenia” były honorowane przez aliantów (1918-1921) na równi z paszportami. Ośrodek irkucko-władywostocki stał się centralną placówką dalszego jednoczenia Polaków. Wspólnym wysiłkiem powstał organ polityczny: Polska Rada Polityczna Dalekiego Wschodu i Wschodniej Syberii, organizacji uznającej podległość Polskiego Komitetu Narodowego we Francji, z Romanem Dmowskim na czele. Organizacja miała swój organ prasowy – „Listy z Dalekiego Wschodu”, tygodnik wychodzący w Harbinie.
Wkrótce Harbin stał się centralnym ośrodkiem działalności Polaków na rzecz niepodległości Polski. Istotnym etapem jednoczenia Polaków: syberyjskich i mandżurskich stał się I Zjazd w Harbinie w marcu 1918 r. Zjazd zorganizowała Polska Rada Polityczna.  Wzięli w nim udział delegaci gmin polskich. Uczestnicy Zjazdu przewodniczącym wybrali Ignacego Sobieszczańskiego. Zjazd opracował najważniejsze cele Polonii Syberyjskiej, które zostały wydrukowane w „Wiestniku Mandżurii”. Określały one najważniejsze cele i oczekiwania narodu polskiego w I wojnie światowej oraz stosunek Polonii syberyjskiej do tych celów.
Zapowiedziany przez I Zjazd Harbiński Centralny Polski Komitet Narodowy, na czele z Ignacym Sobieszczańskim, powstał w październiku 1918 r. Komitet ten podporządkował się Polskiemu Komitetowi Narodowemu w Paryżu w dziele odbudowy zjednoczonej i niepodległej Polski. Wkrótce Polski Komitet Narodowy dysponował siecią odpowiedzialnych pełnomocników.
CPKN nadal utrzymywał ścisłą współpracę z Polskim Komitetem Wojennym (d. Polskim Komitetem Wojskowym) we Władywostoku, tworzącym Polską Armię. Oba te ośrodki, cywilny i wojskowy, wyłoniły wspólne Biuro Polityczne na Syberię i Rosję i zorganizowały sieć oddziałów i pełnomocników Centralnego Polskiego Komitetu Narodowego. Polonia utrzymywała kontakt, we własnym interesie, z admirałem Aleksandrem Kołczakiem, dyktatorem syberyjskim, naczelnikiem rządu omskiego. Porozumienie Centralnego Polskiego Komitetu Narodowego z Kołczakiem, doprowadziło do urzędowego wypracowania zasad uwalniania Polaków z poddaństwa rosyjskiego.

### Okres od 1918 roku
W 1918 r. polskim lokalnym władzom sybiracko-mandżurskim: PKW i CPKN przybył istotny argument (niepodległe państwo polskie), co wzmocniło żądanie nadania Polakom praw cudzoziemskich. Obecność 5 Dywizji Syberyjskiej i wojsk alianckich na Syberii, też miała w tej sprawie znaczenie. Polski „Kurier Wieczorny”, główne pismo Polskiego Komitetu Wojennego, 3 maja 1919 r. informował, iż „prawo wizowania oświadczeń do Ministerium Rosyjskiego rządu omskiego, przysługuje jedynie Delegaturze Polskiego Komitetu Wojennego (…) tylko obywatelom rodakom, którzy złożyli odpowiednie deklaracje o wystąpieniu z poddaństwa rosyjskiego, pruskiego i austriackiego i którzy przyjęli obywatelstwo polskie. Tym osobom będą wydane przepustki i one będą mogły chwilowo zamieszkać w Mandżurii”.
Polski Komitet Wojenny ostro weryfikował listy syberyjskich mieszkańców, przyznających się do obywatelstwa polskiego. Weryfikacja miała na celu zapobiec podczepianiu się pod obywatelstwo polskie elementów bolszewickich – pragnących nieść „płomień rewolucji” na Zachód Europy. Nad wszystkim czuwali działacze z Władywostoku i Irkucka. Osobiście sprawy poddaństwa aktywizował Ignacy Sobieszczański. Każdy zweryfikowany Polak musiał podpisać deklarację w której zobowiązywał się, iż będzie „podporządkowany wszelkim rygorom względem Polski, wypływającym ze stanu obywatelstwa polskiego i stosunku obywatela do swego państwa”.
W 1919 r. Polski Komitet Wojenny zaczął wręczać zweryfikowanym Polakom paszporty, drukowane w Szanghaju pod nadzorem działającego tam oddziału PKW i przedstawiciela PKN. Pobyt 5 Dywizji Syberyjskiej na Syberii poważnie wpłynął na wzrost patriotyzmu Polaków. Ustawicznie rosła ilość Polaków deklarujących wyjazd do Polski. Ignacy Sobieszczański, żołnierz 5 Dywizji Syberyjskiej, starał się wyprowadzić z Syberii jak największą liczbę Polaków.
W kwietniu 1919 r. został zwołany II zjazd Harbiński, zorganizowany staraniem PKW i PKN. Na Zjeździe doszło do sporu między PKW a PKN na tle politycznym. Spór dotyczył programów Romana Dmowskiego i Józefa Piłsudskiego. Ostatecznie Polski Komitet Wojenny przejął funkcje „rządu tymczasowego” do czasu przybycia do Harbina i Władywostoku przedstawicieli polskiego rządu. Polski Komitet Narodowy, lojalny wobec Dmowskiego, został usunięty na boczny tor. PKW i Ignacy Sobieszczański wzywali Polaków do współdziałania w organizowaniu opuszczania Syberii i Mandżurii. W wyniku zwycięskiej ofensywy Armii Czerwonej na Syberię rodzina Sobieszczańskich, opuściła Syberię i w grudniu 1920 r. znalazła się w Harbinie. Z Harbina Ignacy Sobieszczański wyjechał w 1921 r. z żoną i dwoma synami do USA.

### Po wybuchu II wojny światowej
Podczas okupacji niemieckiej mieszkał w Warszawie, po powstaniu warszawskim został wywieziony do Piotrkowa Trybunalskiego. Po wojnie przez kilka miesięcy pracował w PMS w Katowicach, w roku 1946 przeniósł się do Szczecina, gdzie do roku 1950 pracował w Okręgowym Urzędzie Likwidacyjnym. Zmarł 10 grudnia 1952 w Szczecinie.

## Odznaczenia
- Krzyż Oficerski Orderu Odrodzenia Polski (2 maja 1924)[17] „w uznaniu zasług, położonych dla sprawy polskiej w dziedzinie pracy społecznej i filantropijnej”[18]